# Fernando Álvarez de Toledo y Zúñiga
Fernando Álvarez de Toledo y Zúñiga (fallecido en 1504), V señor de Oropesa, recibió de la reina Isabel de Castilla el título de conde de Oropesa el 30 de agosto de 1475, como premio a su fidelidad, y fue también señor de Jarandilla.

## Biografía
Fue hijo de Fernando Álvarez de Toledo y Herrera, IV señor de Oropesa y de Leonor de Zúñiga Manrique, su segunda mujer, hija a su vez de Álvaro de Zúñiga y Guzmán, I duque de Arévalo y de Plasencia, y de Leonor Manrique de Lara, hermana del I conde de Treviño.
El I conde de Oropesa casó en dos ocasiones. La primera vez lo hizo con María de Mendoza, hija de Lorenzo de Mendoza y de Borbón, I conde de Coruña y de Isabel de Borbón, y en segundas nupcias con María Pacheco y Portocarrero, la menor, hija de Juan Pacheco, I marqués de Villena, I conde de Xiquena y I duque de Escalona y de María Portocarrero, hija de Pedro Fernández Portocarrero, V señor de Moguer, y de Beatriz Enríquez, su mujer, hija del almirante Alfonso Enríquez. 
Fue sucedido como II conde de Oropesa por Francisco Álvarez de Toledo y Pacheco, hijo del segundo matrimonio.